# Coprosma robusta
Coprosma robusta là một loài thực vật có hoa trong họ Thiến thảo. Loài này được Raoul mô tả khoa học đầu tiên năm 1844.